# Vogelwijk (Zeist)
Vogelwijk is een buurt in de Nederlandse plaats Zeist, en maakt deel uit van de wijk Zeist-West.